# جان فرانسوا غريمالدي
جان فرانسوا غريمالدي (بالفرنسية: Jean-François Grimaldi)‏ (14 يوليو 1988 باستيا فرنسا - ) هو لاعب كرة قدم فرنسي يلعب كلاعب وسط.

## روابط خارجية
- جان فرانسوا غريمالدي على موقع قاعدة بيانات كرة القدم.إي يو (الإنجليزية)
- جان فرانسوا غريمالدي على موقع Soccerway.com (الإنجليزية)